# ジョン・クライトン (初代アーン伯爵)
初代アーン伯爵ジョン・クライトン（英語: John Creighton, 1st Earl Erne PC (Ire)、1731年 – 1828年9月15日）は、アイルランド王国出身の貴族、政治家。

## 生涯
アブラハム・クライトン（後の初代アーン男爵）と1人目の妻エリザベス・ロジャーソン（Elizabeth Rogerson、1760年8月6日没、ジョン・ロジャーソンの娘）の息子として、1731年に生まれた。
1761年から1772年までリフォード選挙区の代表としてアイルランド庶民院議員を務めた後、1772年6月に父が死去すると、アーン男爵位を継承、1773年10月12日にアイルランド貴族院議員に就任した。また、同年から1828年までファーマナ県総督を務めた。
1781年1月6日にアイルランド貴族であるファーマナ県におけるクロム城のアーン子爵に叙され、1789年8月19日に同じくアイルランド貴族であるファーマナ県におけるクロム城のアーン伯爵に叙された。
1801年にアイルランド王国とグレートブリテン王国が合同して、グレートブリテン及びアイルランド連合王国が成立すると、最初のアイルランド貴族代表議員28名のうちの1名に選出され、1828年まで務めた。また、1804年6月5日にはアイルランド枢密院の枢密顧問官に就任した。
1828年9月15日にダブリンで死去、息子アブラハムが爵位を継承した。

## 家族
1761年2月、キャサリン・ハワード（Catherine Howard、1775年6月15日没、ロバート・ハワードの娘）と結婚、2男4女をもうけた。
- エリザベス（1762年6月20日 – 1794年1月28日） - 1783年5月19日、ジェームズ・キング（James King、1833年3月23日没、ギルバート・キングの息子）と結婚、子供あり[4]
- ペイシェンス（Patience、1764年1月24日 – 1783年[4]）
- アブラハム（1765年5月10日 – 1842年6月10日） - 第2代アーン伯爵[4]
- キャサリン（1766年4月 – 1833年11月25日） - 生涯未婚[4]
- メロラ（Mellora、1768年3月21日 – 1784年11月[4]）
- ジョン（1772年6月28日 – 1833年5月10日） - 陸軍軍人。1797年12月9日、ジェーン・ウェルドン（Jane Weldon、1849年11月30日埋葬、ウォルター・ウェルドンの娘）と結婚、子供あり。第3代アーン伯爵ジョン・クライトンの父[4]

1776年2月22日、メアリー・キャロライン・ハーヴィー（Mary Caroline Hervey、1842年1月10日没、第4代ブリストル伯爵フレデリック・ハーヴィーの娘）と再婚、1女をもうけた。
- エリザベス・キャロライン・メアリー（1779年3月5日[3] – 1856年4月23日） - 1799年3月30日、ジェームズ・ステュアート＝ウォートリー（後の初代ウォーンクリフ男爵）と結婚、子供あり[4]